# Los Andinos

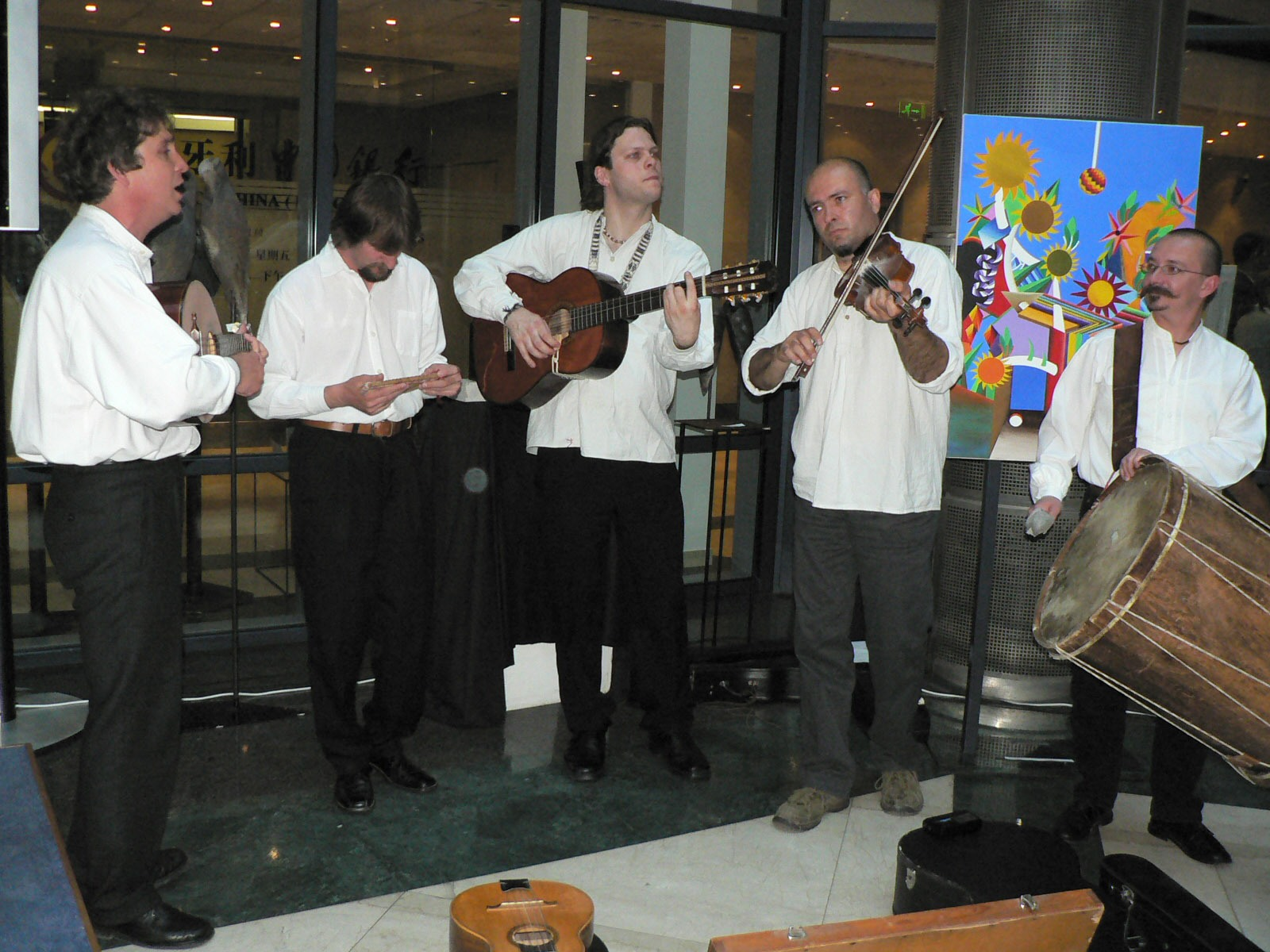
A Los Andinos egy 2007-es kiállítás-megnyitón (a háttérben a kiállító, Lauro Vicente Minga Guamán egy festménye)

A Los Andinos együttes az Andok hegységben élő emberek népzenei anyagát gyűjti és adja elő közönségének, innen ered választott nevük: Los Andinos (andokiak).

## Megalakulás
A Los Andinos együttes diákzenekarként jött létre 1982 őszén Székesfehérváron. A dél-amerikai Andok-hegységben élő népek változatos és gazdag népzenei anyagát adják át zenéjükkel, melyekhez saját gyűjtő útjaikon szerzett tapasztalatokból építkeznek.
Az általuk megszólaltatott dallamokat származásuknak megfelelően spanyol, ajmara vagy kecsua nyelven szólaltatják meg. A dalok a hagyományos andoki hegyvidék lakóinak mindennapjait örökítik meg.
Az együttes előadásmódjával is a hagyományőrzésre törekszik, így a dalok eredeti népviseletben kerülnek előadásra.
Az együttes Magyarország városaiban koncerteket is ad, illetve saját rendezésű programokon vesz részt, valamint meghívott vendégként népszerűsítik hazánkban az andoki népzenét.

## Díjak, gyűjtőutak
- 1985-ben a Kaláka Nemzetközi Folkfesztivál Nagydíja,
- 1988-ban a Magyar Televízió "Ki mit tud?" vetélkedőjének Közönségdíja,
- 1992-ben a Magyar Művelődési Intézet Nívódíja.

Tudásukat, tapasztalataikat bővítették 1989-es, 1994-es, 1997-es, valamint 1999-es gyűjtőútjaikon, amelyek során a falvakat járva tanulmányozták a szokásokat, népviseleteket, hangszerjátékot, hangszerkészítést.
Az első gyűjtőutukra Dél-Amerikában került sor, melynek eredményeképpen megjelent első lemezük. A következő években Ecuadorban, Peruban, illetve Bolíviában gyarapították zenei anyagukat.
A kutatással tartott folyamatos kapcsolatuk révén az Európában is közkedvelt dél-amerikai hagyományanyag felszíni rétegénél jóval mélyebbre sikerült eljutniuk.

## Tagok
Tárnok Ákos
Hangszerek: charango, walaychu, ronroco, bandolin, banduria, gitár, mandolin, quena, quenacho, quenilla, sicu, palla
Kiss Lajos
Hangszerek: gitár, charango, walaychu, bandolin, hegedu, palla
Kovács László
Hangszerek: quena, flauta, flauta grande, sicu, palla, antara, bombo
Horváth Árpád
Hangszerek: gitár, bandolin, charango, hegedu, quena, quenacho, sicu, palla, antara, bombo
Lendvai Tibor
Hangszerek: quena, quenacho, sicu, antara, rondador, palla, bombo
A tagok egyaránt énekkel is hozzájárulnak a zene színesítéséhez.

## Kiadványaik
1991-ben adták ki első lemezüket. 1992-ben készítettek egy anyagot Amerika felfedezésének 500. évfordulója alkalmából. Ezután a Flor del desierto, a Morenita, majd a Camaricu című kiadványuk jelent meg. Végül 2002-ben készítettek egy válogatás CD-t, mely az általuk kiválasztott legszebb dalokat tartalmazza.

## Külső hivatkozások
A Los Andinos honlapja https://web.archive.org/web/20091221233157/http://www.losandinos.hu/egyuttes.html
Riport Tárnok Ákossal http://www.seta.hu/cgi-bin/seta/setanews.cgi?view=ck&tID=56&nID=3282%5B%5D